# Островські ІІІ
Островські III (пол.Ostrowski ІІІ) – шляхетський герб, різновид герба Леліва.

## Опис герба
У блакитному полі під срібним лицарським хрестом золотий півмісяць із золотою зіркою між рогами. У клейноді три пір'їни страуса: біле між блакитними, що обтяжені золотим півмісяцем.

## Історія
Згідно Юліуша Кароля Островського різновид належав польській родині Островських (Ostrowski), що осіла в XVI столітті у перемилянській землі (її гілка повинна була рухатися в Сілезію і Пруссію).

## Роди
Островські (Ostrowski).